# SpaceX CRS-23
SpaceX CRS-23 byla třetí zásobovací mise lodi Dragon 2 k Mezinárodní vesmírné stanici (ISS). Šlo současně o třetí let v rámci CRS-2, programu komerčního zásobování ISS, uzavřeného v lednu 2016 mezi NASA a společností SpaceX, a celkově o 25. let nákladního Dragonu, Mise začala úspěšným startem 29. srpna 2021 a připojením ke stanici o den později. Loď strávila na stanici necelých 31 dní a na Zemi se vrátila 1. října 2021.

## Kosmická loď Cargo Dragon

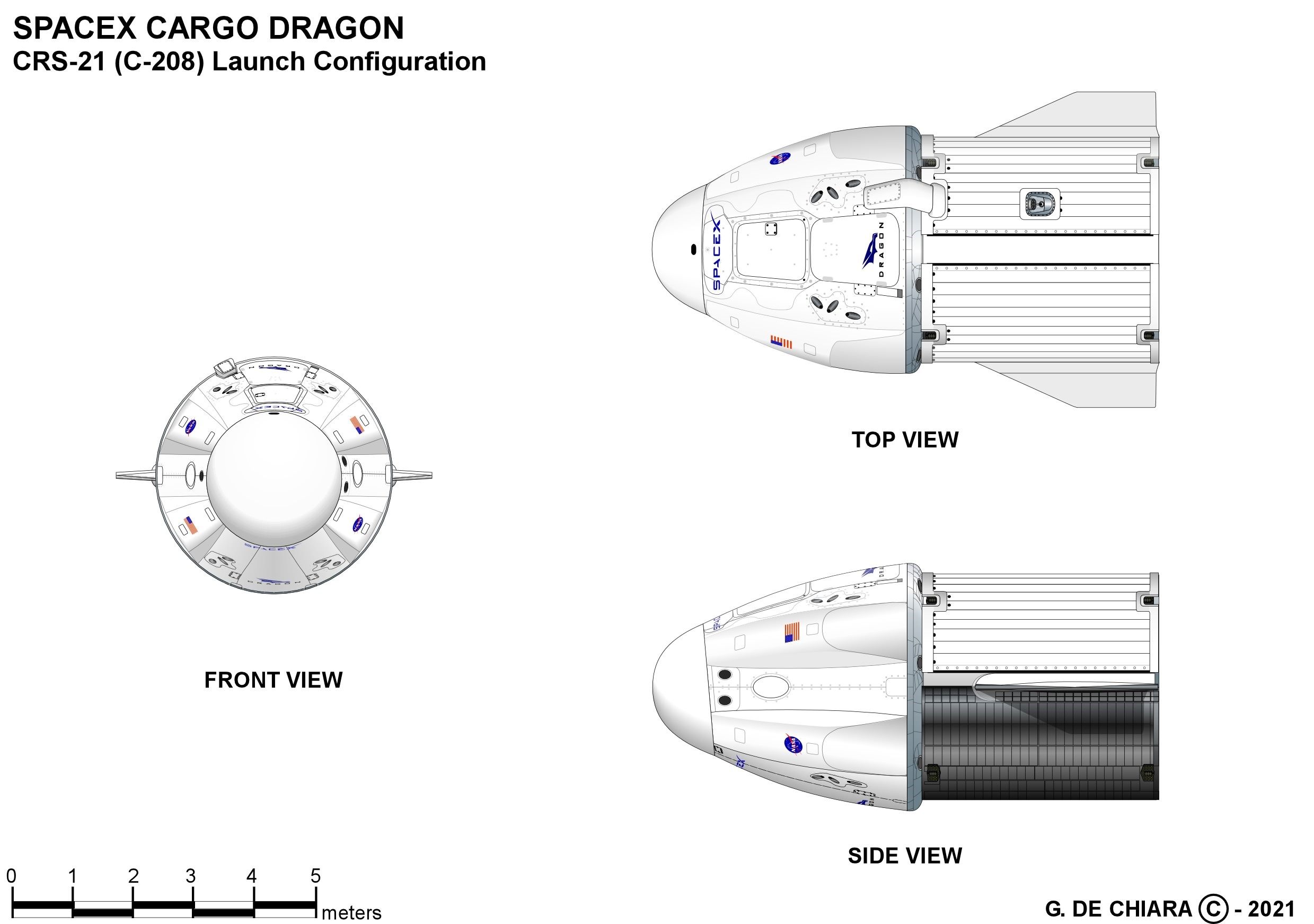
Cargo Dragon ve startovní konfiguraci.

Cargo Dragon je nákladní kosmická loď navržená společností SpaceX, v současnosti jediný prostředek schopný dopravit náklad nejen ze Země na nízkou oběžnou dráhu, ale také nazpět. Tvoří ji znovupoužitelná kabina kónického tvaru a nástavec v podobě dutého válce (tzv. trunk). V kabině je pro náklad určen hermetizovaný prostor 9,3 m3 a v nástavci nehermetizovaných 12,1 m3 pro náklad, který nemusí být přepravován v kabině, zejména proto, že bude umístěn na vnějším povrchu ISS. Sestava kabiny a nástavce ve startovní pozici měří na výšku 8,1 metru a v průměru má 4 metry. 
Celková nosnost lodi při startu je 6 000 kg na oběžnou dráhu a až 3 307 kg na ISS, z toho až 800 kg v nástavci. Zpět na Zemi může loď dopravit až 3 000 kg nákladu a v nástavci, který před přistáním odhodí, až 800 kg odpadu z ISS. SpaceX uvádí životnost lodi 75 dní, NASA však využívá zhruba polovinu této doby a nákladní Dragony se na Zemi vracejí po 5 až 6 týdnech.

## Průběh letu
Při misi byla podruhé použita kabina C208 (poprvé při letu CRS-21) a počtvrté první stupeň rakety Falcon 9 s výrobním číslem B1061. Sestava odstartovala z Kennedyho vesmírného střediska na Floridě 29. srpna 2021 v 07:14:49 UTC a po nezbytných orbitálních manévrech a přiblížení se 30. srpna 2021 ve 14:30 UTC automaticky připojila k přednímu portu modulu Harmony (Harmony forward). 
V polovině září 2021 se uskutečnil třídenní soukromý let SpaceX Inspiration4, čímž byly ve vesmíru poprvé současně 3 kabiny Dragon – dvě pilotované (Inspiration4 a Crew-2) a jedna zásobovací (CRS-23).
Kabina se poté, co ji posádka ISS naplnila 2 900 kg výsledků provedených vědeckých experimentů a dalšího nákladu, od stanice odpojila 30. září 2021 ve 13:12 UTC. Byl využit relativně nový zrychlený způsob návratu na Zemi, aby se vzorky z výzkumů působení mikrogravitace na biologický materiál dostaly k vědcům co nejdříve poté, kdy na ně začne působit běžná gravitace. K přistání došlo 1. října 2021 ve 2:57 UTC ve vodách Atlantského oceánu poblíž Daytona Beach.

## Užitečné zatížení
Mise CRS-23 vynesla na ISS 2 207 kg nákladu v hermetizovaném oddílu lodi. Tvořilo ho vybavení pro vědecké výzkumy (1 046 kg), technické vybavení stanice (338 kg), zásoby pro posádku (480 kg), vybavení pro výstupy do kosmu (69 kg) a ruský hardware (24 kg).
Součástí vědeckého vybavení dovezeného na ISS byla robotická paže GITAI S1 Robotic Arm. Uvnitř přechodové komory Bishop bude ovládat nástroje a spínače a provádět vědecké experimenty. Později se počítá i s jejím testováním mimo hermetické prostory ISS, a to jak autonomně, tak i prostřednictvím dálkového řízení. Paže má osm stupňů volnosti a dosah 1 metr. Testy mají přispět k vývoji budoucích robotů schopných všestranně pomáhat astronautům při dlouhodobých vesmírných misích. Robotická podpora by mohla snížit náklady a zvýšit bezpečnost posádky tím, že by roboti převzali úkoly, které by mohly členy posádky vystavit nebezpečí. Tato technologie má také využití v extrémních a potenciálně nebezpečných prostředích na Zemi, včetně pomoci při katastrofách, hlubokomořských výkopech a obsluze jaderných elektráren.
Mezi desítkami nových experimentů je například studie k prevenci a léčbě řídnutí kostí, zkouška diagnostického zařízení pro odhalování a zmírňování poruch zraku, nebo test vytvořený Houstonským metodistickým výzkumným institutem k ověření implantovatelného, dálkově ovládaného systému pro podávání léků. Vědci tvrdí, že experiment by mohl nabídnout alternativu k objemným infuzním pumpám, která by pomohla léčit chronická onemocnění pacientů na Zemi.
Na vnější straně ISS se uskuteční experiment zkoumající, jak drsné prostředí volného prostoru reagují různé materiály, které mohou poskytovat ochranu proti radiaci, např. beton, kompozity ze skleněných vláken a další materiály.
CRS-23 na ISS kromě toho vynesla 7 CubeSatů.

## Galerie

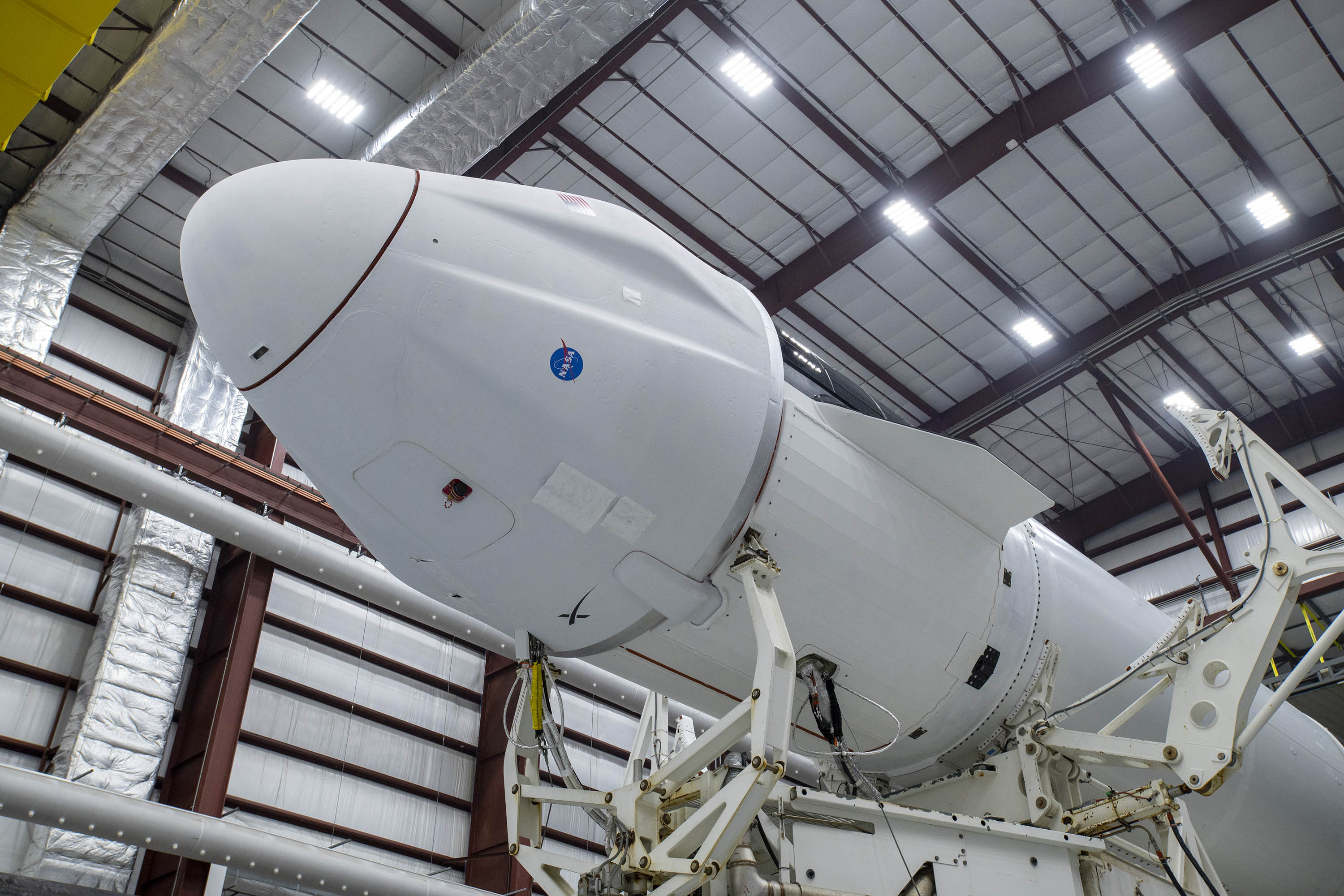
Cargo Dragon na raketě Falcon 9 před vyvezením na rampu, 24. srpna 2021.
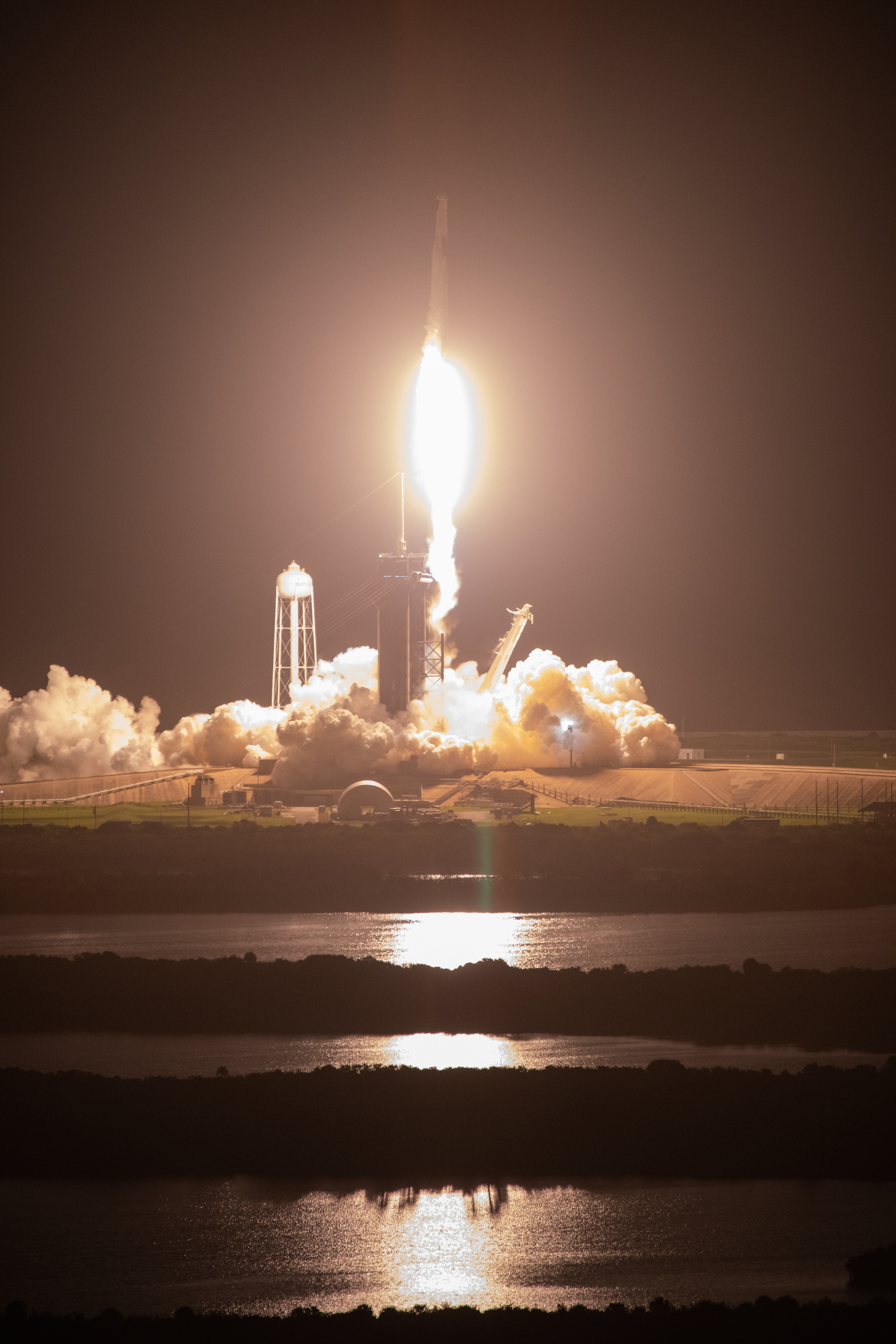
Start mise, 29. srpna 2021.
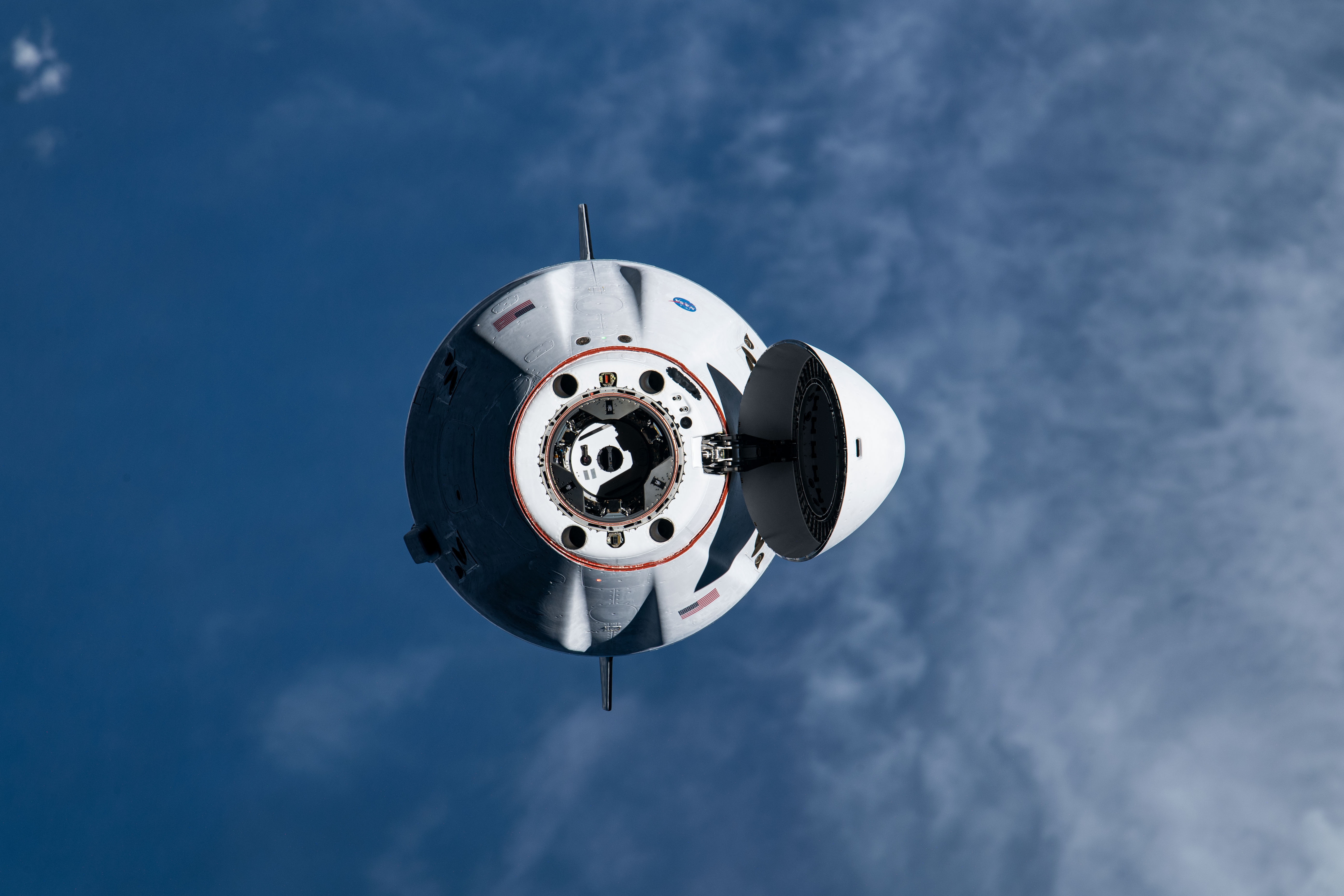
Přiblížení ke stanici, 30. srpna 2021.
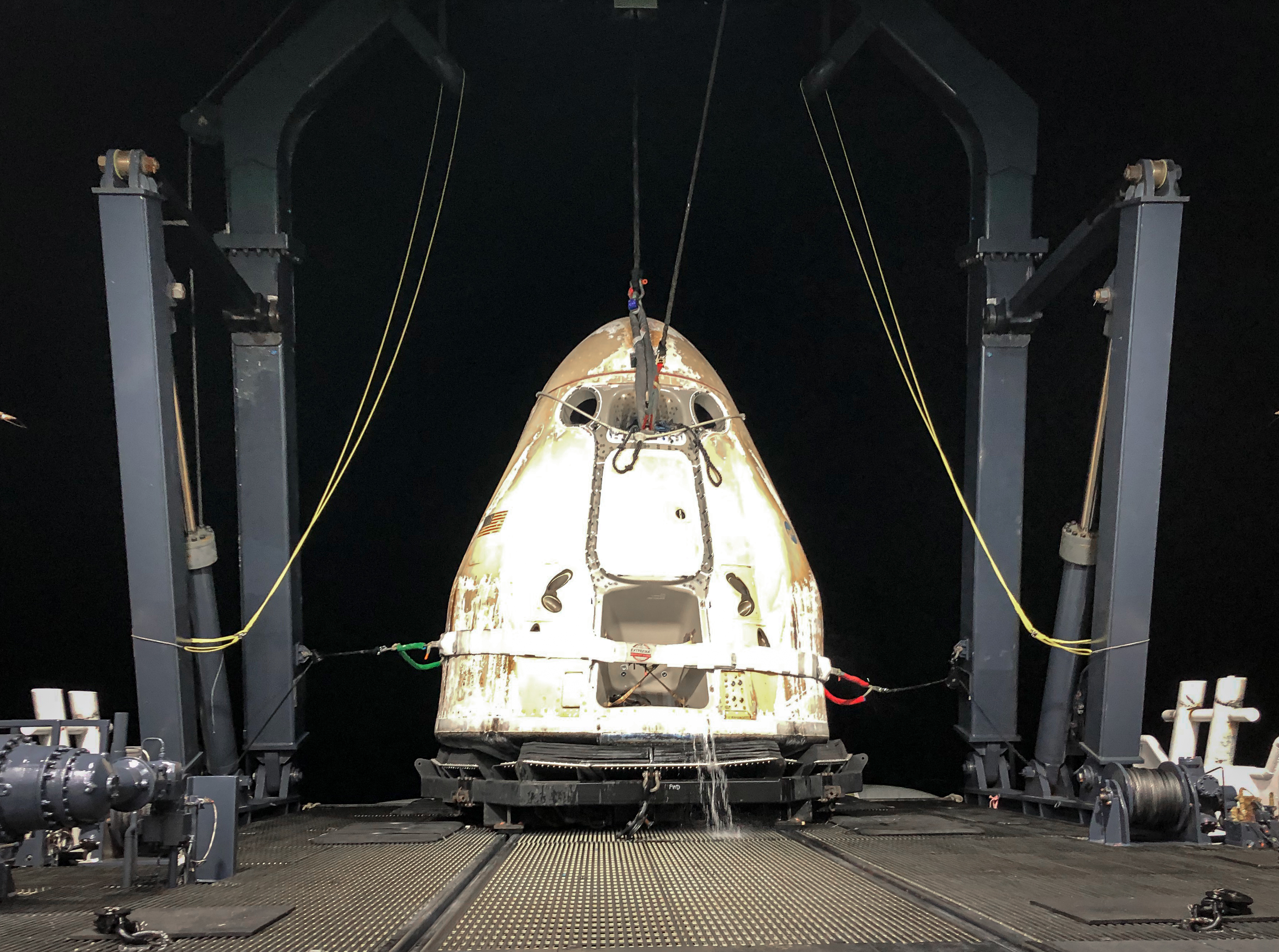
Kabina po přistání a vyzdvižení z oceánu, 30 září 2021.